# کوپا آمریکا ۲۰۱۱
جام ملت‌های آمریکای جنوبی ۲۰۱۱ یا کوپا آمریکا ۲۰۱۱ چهل و سومین دورهٔ جام ملت‌های آمریکای جنوبی است که از ۱۰ تیر تا ۲ مرداد ۱۳۹۰ در آرژانتین برگزار شد و اروگوئه توانست در فینال آن تیم ملی پاراگوئه را با نتیجهٔ ۳:۰ شکست دهد و به مقام قهرمانی برسد. اروگوئه به همراه آرژانتین با کسب پانزده عنوان قهرمانی، پر افتخارترین تیمهای جام ملتهای آمریکای جنوبی می باشند.تیم ملی فوتبال برزیل هم با ۹ جام  درجایگاه بعدی قرار دارد.

## میزبان
بنابر تصمیمی که کونمبول در تاریخ ۲۵ نوامبر ۲۰۰۸ گرفت، این مسابقات می‌بایست در آرژانتین برگزار می‌شد. پیش از این نیز آرژانتین ۸ بار، در سال‌های ۱۹۱۶، ۱۹۲۱، ۱۹۲۵، ۱۹۲۹، ۱۹۳۷، ۱۹۴۶، ۱۹۵۹ و ۱۹۸۷، میزبان این مسابقات بوده‌است.

### ورزشگاه‌ها

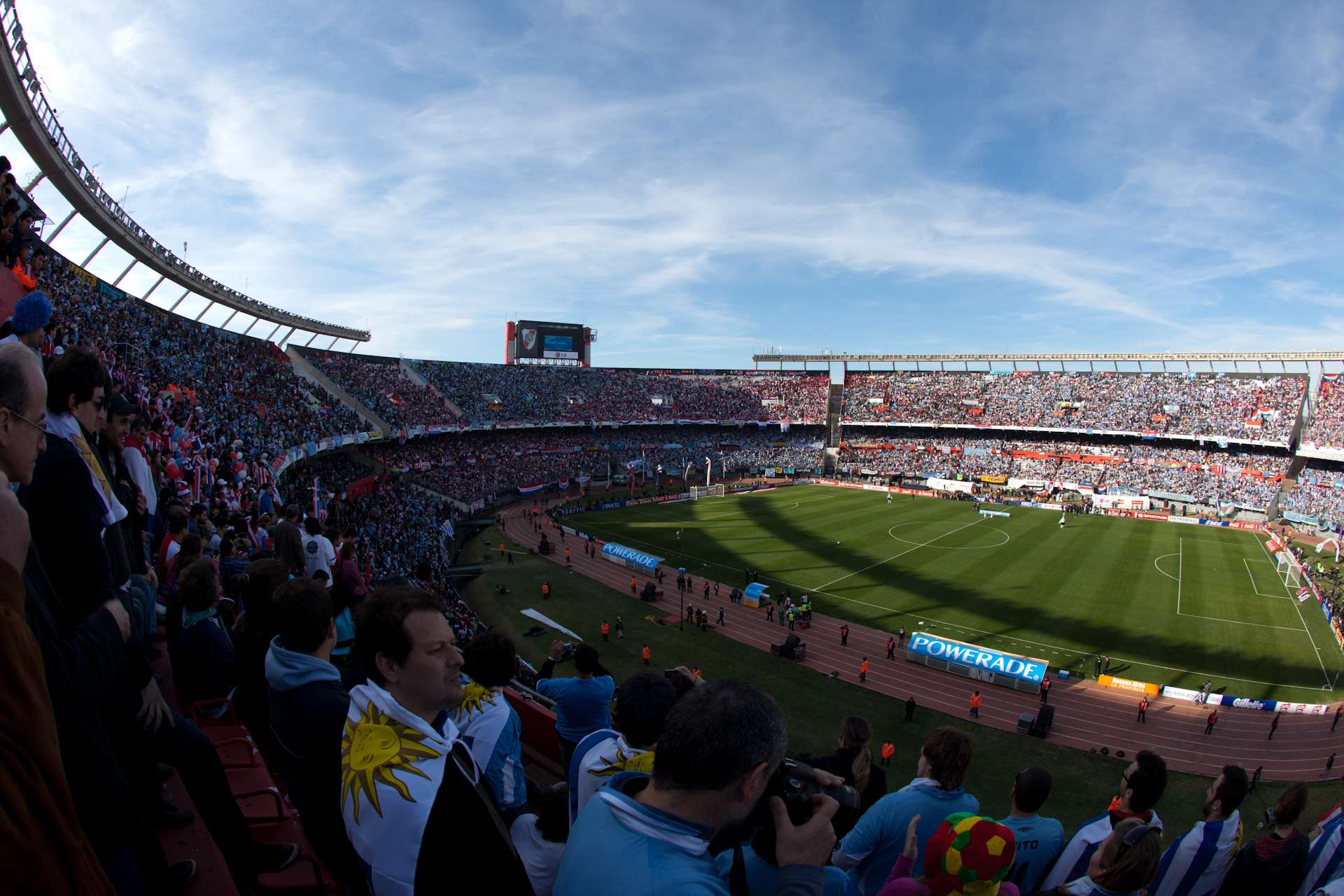
ورزشگاه بوینس آیرس در فینال

آرژانتین هشت ورزشگاه فوتبال خود را که هر کدام در یکی از شهرهای این کشور بودند، به عنوان ورزشگاه‌های میزبان این جام برگزید.
بوئنوس آیرس، کوردبا، سن سالوادر جوجیه، لاپلاتا، مندوزا، سالتا، سانتافه و سن خوان نام هشت شهری است که این مسابقات در آن‌ها صورت گرفت.
از ویژگی‌های این ورزشگاه‌ها نزدیک بودنشان به مرزهای آرژانتین با دیگر ملل حاضر در جام بود. چنانچه مندوزا و سن خوان، در نزدیکی شیلی، سالتا و خوخوئی در کناره‌های مرز پرو، بولیوی و پاراگوئه و لاپلاتا نزدیک به اروگوئه بوده‌اند. علاوه بر این شهرهای سان‌خوان و مندوزا به عنوان میزبان، بایستی تعدادی از بسیاری گردشگران که از کشورهای دیگر بودند را جذب می‌نمود.

## داوران
در ۶ ژوئن ۲۰۱۱، کونمبول فهرستی از داوران را برای قضاوت در رقابت‌ها اعلام نمود. این لیست شامل ۱۲ داور بود و از هر کشور شرکت‌کننده یک داور دیده می‌شد. ولی هیچکدام از این افراد در جام جهانی ۲۰۱۰ حاضر نبودند.
داوران دستیار نیز، هر کدام از یکی از کشورهای شرکت‌کننده بودند. علاوه بر این، داور آرژانتین هرنان میدانا بونفا و دیگو قادر شدند به تناوب در تمام جلسات حضور یابند.
در ۲۱ ژوئن، داور پاراگوئه‌ای، کارلوس تورس، اعلام نمود که به علت مصدومیت زانویش، قادر به شرکت در مسابقات نیست و کارلوس آمریلا جایگزین وی شد.
| - آرژانتین سرجیو پزوتا - بولیوی رائول ارسکو - برزیل فاگوندس - شیلی انریکه اوسس | - کلمبیا رولدان - کاستاریکا والتر کوئسادا - اکوادور کارلوس ورا - مکزیک فرانسیسکو چاکون | - پاراگوئه کارلوس آمریلا - پرو ویکتور هوگو ریورا - اروگوئه روبرتو سیلورا - ونزوئلا خوان سوتو |

## تیم های شرکت کننده
در ابتدا دو تیم ژاپن و مکزیک برای پیوستن به سازمان کونمبول در این مسابقات دعوت شدند. مکزیک با اینکه مجاز به شرکت در این مسابقات اعلام شده‌بود، نتوانست بسیاری از بازیکنانش را به همراه داشته باشد.
مشارکت ژاپن نیز پس زمین‌لرزه و سونامی توکیو با شک همراه بود، با این حال تیم ملی فوتبال ژاپن در ۱۶ مارس ۲۰۱۱، مجاز به شرکت در تورنمنت شد ولی فدراسیون فوتبال ژاپن پس از آن در تاریخ ۲۴ آوریل ۲۰۱۱ کناره‌گیری کرد ولی پس از دیدار با رئیس فدراسیون فوتبال آرژانتین، فدراسیون فوتبال ژاپن تصمیم گرفت تا 15 آوریل تصمیم نهایی خود را اعلام نکند. ژاپن بعدها در تاریخ ۱۴آوریل اعلام کرد که در رقابت‌ها شرکت می‌کند. ولی باز هم در ۱۶ مه ژاپن با اشاره به مشکلات برنامه زمانی بازیکنانش در باشگاه‌های اروپا انصراف داد. در روز بعد، کونمبول یک دعوتنامهٔ رسمی برای فدراسیون فوتبال کاستاریکا ارسال نمود و کاستاریکا به عنوان جایگزین دعوت شد.
بدین ترتیب در این مسابقات ۱۲ تیم شرکت کردند که دو تیم از این بین در قارهٔ امریکای جنوبی قرار نداشته‌اند:
| - آرژانتین (میزبان) - بولیوی - برزیل (مدافع عنوان قهرمانی) - شیلی | - کلمبیا - کاستاریکا (میهمان) - اکوادور - مکزیک (میهمان) | - پاراگوئه - پرو - اروگوئه - ونزوئلا |

## میزبان‌ها
این رقابت‌ها در هشت ورزشگاه از شهرهای گوناگون آرژانتین برگزار گشت.
| بوئنوس آیرس                               | بوئنوس آیرسکوردباسن سالوادر جوجیهلاپلاتامندوزاسالتاسانتافهسن خوان · | مندوزا                        |
| ----------------------------------------- | ------------------------------------------------------------------- | ----------------------------- |
| ورزشگاه مونومنترال آنتونیو وسپوکیو لیبرتی | بوئنوس آیرسکوردباسن سالوادر جوجیهلاپلاتامندوزاسالتاسانتافهسن خوان · | ورزشگاه مالویناس آرژانتیناس   |
| گنجایش: ۶۴.۰۰۰                            | بوئنوس آیرسکوردباسن سالوادر جوجیهلاپلاتامندوزاسالتاسانتافهسن خوان · | گنجایش: ۴۵،۰۰۰                |
|                                           | بوئنوس آیرسکوردباسن سالوادر جوجیهلاپلاتامندوزاسالتاسانتافهسن خوان · |                               |
| کوردبا                                    | بوئنوس آیرسکوردباسن سالوادر جوجیهلاپلاتامندوزاسالتاسانتافهسن خوان · | سالتا                         |
| ورزشگاه ماریو آلبرتو کامپس                | بوئنوس آیرسکوردباسن سالوادر جوجیهلاپلاتامندوزاسالتاسانتافهسن خوان · | ورزشگاه پدرو ارنست مارنا      |
| گنجایش: ۵۷،۰۰۰                            | بوئنوس آیرسکوردباسن سالوادر جوجیهلاپلاتامندوزاسالتاسانتافهسن خوان · | گنجایش: ۲۰،۴۰۸                |
|                                           | بوئنوس آیرسکوردباسن سالوادر جوجیهلاپلاتامندوزاسالتاسانتافهسن خوان · |                               |
| سن سالوادر جوجیه                          | بوئنوس آیرسکوردباسن سالوادر جوجیهلاپلاتامندوزاسالتاسانتافهسن خوان · | سن خوان                       |
| ورزشگاه ۲۳ آگوست                          | بوئنوس آیرسکوردباسن سالوادر جوجیهلاپلاتامندوزاسالتاسانتافهسن خوان · | ورزشگاه جوئن بیسانتیاریو      |
| گنجایش: ۲۴،۰۰۰                            | بوئنوس آیرسکوردباسن سالوادر جوجیهلاپلاتامندوزاسالتاسانتافهسن خوان · | گنجایش: ۲۵،۰۰۰                |
|                                           | بوئنوس آیرسکوردباسن سالوادر جوجیهلاپلاتامندوزاسالتاسانتافهسن خوان · |                               |
| لاپلاتا                                   | بوئنوس آیرسکوردباسن سالوادر جوجیهلاپلاتامندوزاسالتاسانتافهسن خوان · | سانتافه                       |
| ورزشگاه سیوداد لاپلاتا                    | بوئنوس آیرسکوردباسن سالوادر جوجیهلاپلاتامندوزاسالتاسانتافهسن خوان · | ورزشگاه سرتیپ استانیسلوا لوپز |
| گنجایش: ۵۳،۰۰۰                            | بوئنوس آیرسکوردباسن سالوادر جوجیهلاپلاتامندوزاسالتاسانتافهسن خوان · | گنجایش: ۴۰،۰۰۰                |
|                                           | بوئنوس آیرسکوردباسن سالوادر جوجیهلاپلاتامندوزاسالتاسانتافهسن خوان · |                               |

## قرعه کشی
با توجه به عملکرد تیم‌های ملی در جام جهانی سه تیم اروگوئه، برزیل و آرژانتین در این قرعه‌کشی عنوان سرگروه‌ها را داشتند و بقیه تیم‌ها در سبدهای دیگر قرعه کشی قرارداشتند. در این قرعه‌کشی ژاپن نیز حضور داشت ولی سپس کاستاریکا جای این تیم را گرفت و ژاپن در مسابقات شرکت نکرد.
| سبد سرگروه‌ها               | سبد ۱                    | سبد ۲                  | سبد ۳                  |
| -------------------------- | ------------------------ | ---------------------- | ---------------------- |
| آرژانتین · برزیل · اروگوئه | پاراگوئه · شیلی · کلمبیا | پرو · ونزوئلا · بولیوی | اکوادور · ژاپن · مکزیک |

## مرحله گروهی
در این مرحله تیم‌های اول و دوم هر گروه به همراه دو تیم برتر از بین تیم‌های سوم گروه‌ها به مرحله بعد راه پیدا می‌کنند .

### گروه A
| تیم       | امتیاز | بازی | برد | مساوی | باخت | زده | خورده | تفاضل |
| --------- | ------ | ---- | --- | ----- | ---- | --- | ----- | ----- |
| کلمبیا    | ۷      | ۳    | ۲   | ۱     | ۰    | ۳   | ۰     | ۳     |
| آرژانتین  | ۵      | ۳    | ۱   | ۲     | ۰    | ۴   | ۱     | ۳     |
| کاستاریکا | ۳      | ۳    | ۱   | ۰     | ۲    | ۲   | ۴     | -۲    |
| بولیوی    | ۱      | ۳    | ۰   | ۱     | ۲    | ۱   | ۵     | -۴    |

| آرژانتین         | ۱:۱ (۰:۰) | بولیوی    |
| ---------------- | --------- | --------- |
| سرجیو آگئورو ۷۵' |           | روجاس ۴۷' |

| کلمبیا            | ۰:۱ (۰:۱) | کاستاریکا |
| ----------------- | --------- | --------- |
| آدریانو راموس ۴۴' |           |           |

| آرژانتین | ۰:۰ | کلمبیا |
| -------- | --- | ------ |
|          |     |        |

| بولیوی | ۲:۰ (۰:۰) | کاستاریکا               |
| ------ | --------- | ----------------------- |
|        |           | مارتینز ۵۹' · کامبل ۷۸' |

| کلمبیا                   | ۰:۲ (۰:۲) | بولیوی |
| ------------------------ | --------- | ------ |
| فالکائو ۱۴' ۲۸' (پنالتی) |           |        |

| آرژانتین                             | ۰:۳ (۰:۱) | کاستاریکا |
| ------------------------------------ | --------- | --------- |
| سرجیو آگئورو ۴۵+۱' ۵۲' · دی‌ماریو ۶۳' |           |           |

### گروه B
| تیم      | امتیاز | بازی | برد | مساوی | باخت | گل زده | گل خورده | تفاضل گل |
| -------- | ------ | ---- | --- | ----- | ---- | ------ | -------- | -------- |
| برزیل    | ۵      | ۳    | ۱   | ۲     | ۰    | ۶      | ۴        | ۲        |
| ونزوئلا  | ۵      | ۳    | ۱   | ۲     | ۰    | ۴      | ۳        | ۱        |
| پاراگوئه | ۳      | ۳    | ۰   | ۳     | ۰    | ۵      | ۵        | ۰        |
| اکوادور  | ۱      | ۳    | ۰   | ۱     | ۲    | ۲      | ۵        | -۳       |

| برزیل | ۰:۰ | ونزوئلا |
| ----- | --- | ------- |
|       |     |         |

| پاراگوئه | ۰:۰ | اکوادور |
| -------- | --- | ------- |
|          |     |         |

| برزیل                     | ۲:۲ (۰:۱) | پاراگوئه                    |
| ------------------------- | --------- | --------------------------- |
| رونالدینهو ۳۸' · کاکا ۸۹' |           | سانتا کوروز ۵۴' · والدز ۶۶' |

| ونزوئلا     | ۰:۱ (۰:۰) | اکوادور |
| ----------- | --------- | ------- |
| گونزالز ۶۱' |           |         |

| پاراگوئه                             | ۳:۳ (۱:۱) | ونزوئلا                            |
| ------------------------------------ | --------- | ---------------------------------- |
| آلکاراز ۳۲' · باریوس ۶۲' · روروس ۸۵' |           | روندون ۴' · فدور ۸۹' · پروزو ۹۰+۲' |

| برزیل                        | ۲:۴ (۱:۱) | اکوادور              |
| ---------------------------- | --------- | -------------------- |
| پاتو ۲۸' ۶۱' · نیمار ۴۸' ۷۱' |           | فیلیپ کایکدو ۳۶' ۵۸' |

### گروه C
| تیم     | امتیاز | بازی | برد | مساوی | باخت | زده | خورده | تفاضل |
| ------- | ------ | ---- | --- | ----- | ---- | --- | ----- | ----- |
| شیلی    | ۷      | ۳    | ۲   | ۱     | ۰    | ۴   | ۲     | ۲     |
| اروگوئه | ۵      | ۳    | ۱   | ۲     | ۰    | ۳   | ۲     | ۱     |
| پرو     | ۴      | ۳    | ۱   | ۱     | ۱    | ۲   | ۲     | ۰     |
| مکزیک   | ۰      | ۳    | ۰   | ۰     | ۳    | ۱   | ۴     | -۳    |

| اروگوئه           | ۱:۱ (۱:۱) | پرو              |
| ----------------- | --------- | ---------------- |
| آلبرتو سوئارز ۴۵' |           | پائولو جوررو ۲۳' |

| شیلی                 | ۱:۲ (۱:۰) | مکزیک     |
| -------------------- | --------- | --------- |
| پردس ۶۷' · ویدال ۷۲' |           | آراجو ۴۱' |

| اروگوئه  | ۱:۱ (۰:۰) | شیلی      |
| -------- | --------- | --------- |
| پیرا ۵۳' |           | سانچز ۶۴' |

| مکزیک | ۱:۰ (۰:۰) | پرو              |
| ----- | --------- | ---------------- |
|       |           | پائولو جوررو ۸۲' |

| شیلی                      | ۰:۱ (۰:۰) | پرو |
| ------------------------- | --------- | --- |
| آندره کاریلو ۹۰+۲' (a.g.) |           |     |

| اروگوئه  | ۰:۱ (۰:۱) | مکزیک |
| -------- | --------- | ----- |
| پیرا ۱۴' |           |       |

### بازنده‌ها
در پایان مرحلهٔ اول سه تیمی که در گروه خود سوم شده بودند، با هم به رقابت پرداختند و دوتا از این دو تیم به مرحلهٔ بعد صعود کردند.
| گروه | تیم       | بازی | بُرد | مساوی | باخت | زده | خورده | تفاضل | امتیاز |
| ---- | --------- | ---- | --- | ----- | ---- | --- | ----- | ----- | ------ |
| C    | پرو       | ۳    | ۱   | ۱     | ۱    | ۲   | ۲     | ۰     | ۴      |
| B    | پاراگوئه  | ۳    | ۰   | ۳     | ۰    | ۵   | ۵     | ۰     | ۳      |
| A    | کاستاریکا | ۳    | ۱   | ۰     | ۲    | ۲   | ۴     | −۲    | ۳      |

## مراحل نهایی

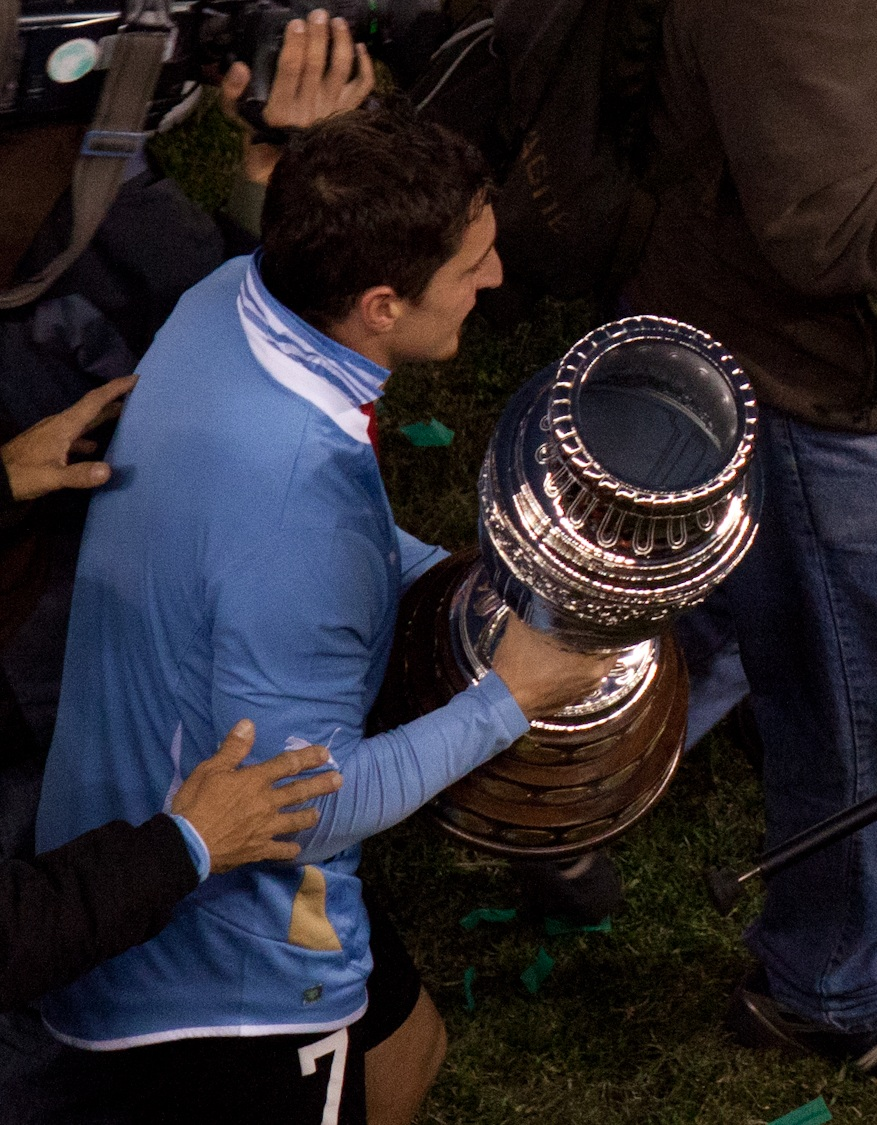
کریستین رودریگز و جام کوپا آمریکا

|  | یک چهارم           | یک چهارم          |                        |         | نیمه‌پایانی | نیمه‌پایانی |  |  | پایانی             | پایانی |
|  |                    |                   |                        |         |            |            |  |  |                    |        |
|  | ۱۶ ژوئیه - کوردبا  |                   |                        |         |            |            |  |  |                    |        |
|  |                    |                   |                        |         |            |            |  |  |                    |        |
|  | کلمبیا             | ۰                 |                        |         |            |            |  |  |                    |        |
|  | کلمبیا             | ۰                 | ۱۹ ژوئیه - لاپلاتا     |         |            |            |  |  |                    |        |
|  | پرو (وقت اضافه)    | ۲                 |                        |         |            |            |  |  |                    |        |
|  | پرو (وقت اضافه)    | ۲                 | پرو                    | ۰       |            |            |  |  |                    |        |
|  | ۱۶ ژوئیه - سانتافه |                   | پرو                    | ۰       |            |            |  |  |                    |        |
|  |                    | اروگوئه           | ۲                      |         |            |            |  |  |                    |        |
|  | آرژانتین           | اروگوئه           | ۲                      | ۱ (۴)   |            |            |  |  |                    |        |
|  | آرژانتین           |                   | ۲۴ ژوئیه - بوئنوس آیرس | ۱ (۴)   |            |            |  |  |                    |        |
|  | اروگوئه (پنالتی)   | ۱ (۵)             |                        |         |            |            |  |  |                    |        |
|  | اروگوئه (پنالتی)   | ۱ (۵)             | اروگوئه                | ۳       |            |            |  |  |                    |        |
|  | ۱۷ ژوئیه - لاپلاتا |                   | اروگوئه                | ۳       |            |            |  |  |                    |        |
|  |                    | پاراگوئه          | ۰                      |         |            |            |  |  |                    |        |
|  | برزیل              | پاراگوئه          | ۰                      | ۰ (۰)   |            |            |  |  |                    |        |
|  | برزیل              | ۲۰ ژوئیه - مندوزا |                        | ۰ (۰)   |            |            |  |  |                    |        |
|  | پاراگوئه (پنالتی)  | ۰ (۲)             |                        |         |            |            |  |  |                    |        |
|  | پاراگوئه (پنالتی)  | ۰ (۲)             | پاراگوئه (پنالتی)      | ۰ (۵)   | مکان سوم   | مکان سوم   |  |  |                    |        |
|  | ۱۷ ژوئیه - سن خوان |                   | پاراگوئه (پنالتی)      | ۰ (۵)   | مکان سوم   | مکان سوم   |  |  |                    |        |
|  |                    | ونزوئلا           | ۰ (۳)                  |         |            |            |  |  |                    |        |
|  | شیلی               | ونزوئلا           | ۰ (۳)                  | ۱       | پرو        | ۴          |  |  |                    |        |
|  | شیلی               |                   |                        | ۱       | پرو        | ۴          |  |  |                    |        |
|  | ونزوئلا            | ۲                 |                        | ونزوئلا | ۱          |            |  |  |                    |        |
|  | ونزوئلا            | ۲                 |                        |         | ۱          |            |  |  |                    |        |
|  |                    |                   |                        |         |            |            |  |  | ۲۳ ژوئیه - لاپلاتا |        |
|  |                    |                   |                        |         |            |            |  |  |                    |        |

### یک چهارم نهایی
| کلمبیا | ۲:۰ (و.ا.) | پرو                              |
| ------ | ---------- | -------------------------------- |
|        | گزارش      | کارلوس لباتون ۱۰۱' · وارگاس ۱۱۱' |

| آرژانتین                                                          | ۱:۱ (و.ا.) | اروگوئه                                                                |
| ----------------------------------------------------------------- | ---------- | ---------------------------------------------------------------------- |
| گنزالو هیگواین ۱۷'                                                | گزارش      | دیگو پرز ۵'                                                            |
| ضربات پنالتی                                                      |            |                                                                        |
| لیونل مسی · خاویر ماسچرانو · کارلوس توز · پاستور · گنزالو هیگواین | ۴ – ۵      | دیگو فورلان · لوییس سوارز · اندرس سکاتی · والتر گارگانو · مارتین کاسرس |

| برزیل                                   | ۰:۰ (و.ا.) | پاراگوئه                                           |
| --------------------------------------- | ---------- | -------------------------------------------------- |
|                                         | گزارش      |                                                    |
| ضربات پنالتی                            |            |                                                    |
| نیمار · رونالدینهو · کاکا · تیاگو سیلوا | ۲:۰        | ادگار بارتو · مارسلو استیگا ریبیا · کریستین ریوروس |

| شیلی       | ۲:۱   | ونزوئلا                    |
| ---------- | ----- | -------------------------- |
| سوئازو ۷۰' | گزارش | ویزکاراندو ۳۵' · کیچرو ۸۱' |

### نیمه نهایی
| پرو | ۲:۰   | اروگوئه         |
| --- | ----- | --------------- |
|     | گزارش | سوئارز ۵۲'، ۵۷' |

| پاراگوئه                                     | ۰:۰ (و.ا.) | ونزوئلا                         |
| -------------------------------------------- | ---------- | ------------------------------- |
|                                              | گزارش      |                                 |
| ضربات پنالتی                                 |            |                                 |
| اورتیگوزا · باریوس · ریوروس · مارتینز · ورون | ۳:۵        | مالدونادو · رِی · لوسنا · فدور · |

### سومی
| پرو                                        | ۱:۴   | ونزوئلا    |
| ------------------------------------------ | ----- | ---------- |
| چیرکوئه ۴۱' · پائولو جوررو ۶۳'، ۸۹'، ۹۰+۲' | گزارش | Arango ۷۷' |

### فینال
| اروگوئه                     | ۰:۳   | پاراگوئه |
| --------------------------- | ----- | -------- |
| سوارز ۱۱' · فورلان ۴۱'، ۸۹' | گزارش |          |

| کوپا آمریکا ۲۰۱۱            |
| --------------------------- |
| · اروگوئه · پانزدهمین عنوان |

## برترین گلزنان
5 گل
- پائولو گررو

4 گل
- لوییس سوارز

3 گل
- سرخیو آگوئرو

2 گل
| - نیمار - الکساندر پاتو | - رادامل فالکائو - فیلیپه کایسدو | - دیگو فورلان - آلوارو پریرا |

1 گل
| - آنخل دی ماریا - گونسالو ایگواین - ادیوالدو هرموزا - فرد (بازیکن فوتبال، زاده ۱۹۸۳) - ژدسون - رونالدینهو - کاکا - استبان پاردس - الکسیس سانچز - هومبرتو سوازو | - آرتورو ویدال - آدرین راموس - جوئل کمپل - آنتونی الکاراز - لوکاس باریوس - نلسون هیدو والدز - کریستین ریوروس - روکه سانتا کروز | - خوان مانوئل وارگاس - دیه‌گو پرز - خوان آرانگو - خوزه سالومون روندون - اسوالدو ویزکاروندو |

گل به خودی
- آندره کاریو (برابر شیلی)